# Ena (Gifu)
Ena (jap. 恵那市, -shi) ist eine Stadt in der japanischen Präfektur Gifu.

## Geographie
Ena liegt westlich von Nakatsugawa.
Der Fluss Kiso fließt durch die Stadt von Nordosten nach Nordwesten.

## Geschichte
Die Stadt Ena wurde am 1. April 1954 gegründet. Am 25. Oktober 2004 wurden die Chō Akechi (明智町, -chō), Iwamura (岩村町, -chō), Kamiyahagi (上矢作町, -chō) und Yamaoka (山岡町, -chō), sowie das Mura Kushihara (串原村, -mura) aus dem Ena-gun eingemeindet und zu Stadtteilen.

## Verkehr
Auf der Straße ist Ena über die Chūō-Autobahn, die Nationalstraße 19 (nach Nagoya und Nagano) und die Nationalstraßen 257, 363, 418 sowie die Nakasendō zu erreichen.
Die Zuganbindung wird durch den JR gewährleistet. Die Stadt liegt an der Chūō-Hauptlinie nach Tokio und Nagoya.

## Angrenzende Städte und Gemeinden
Die angrenzenden Gemeinden sind Nakatsugawa, Mizunami sowie Toyota.

## Weblinks

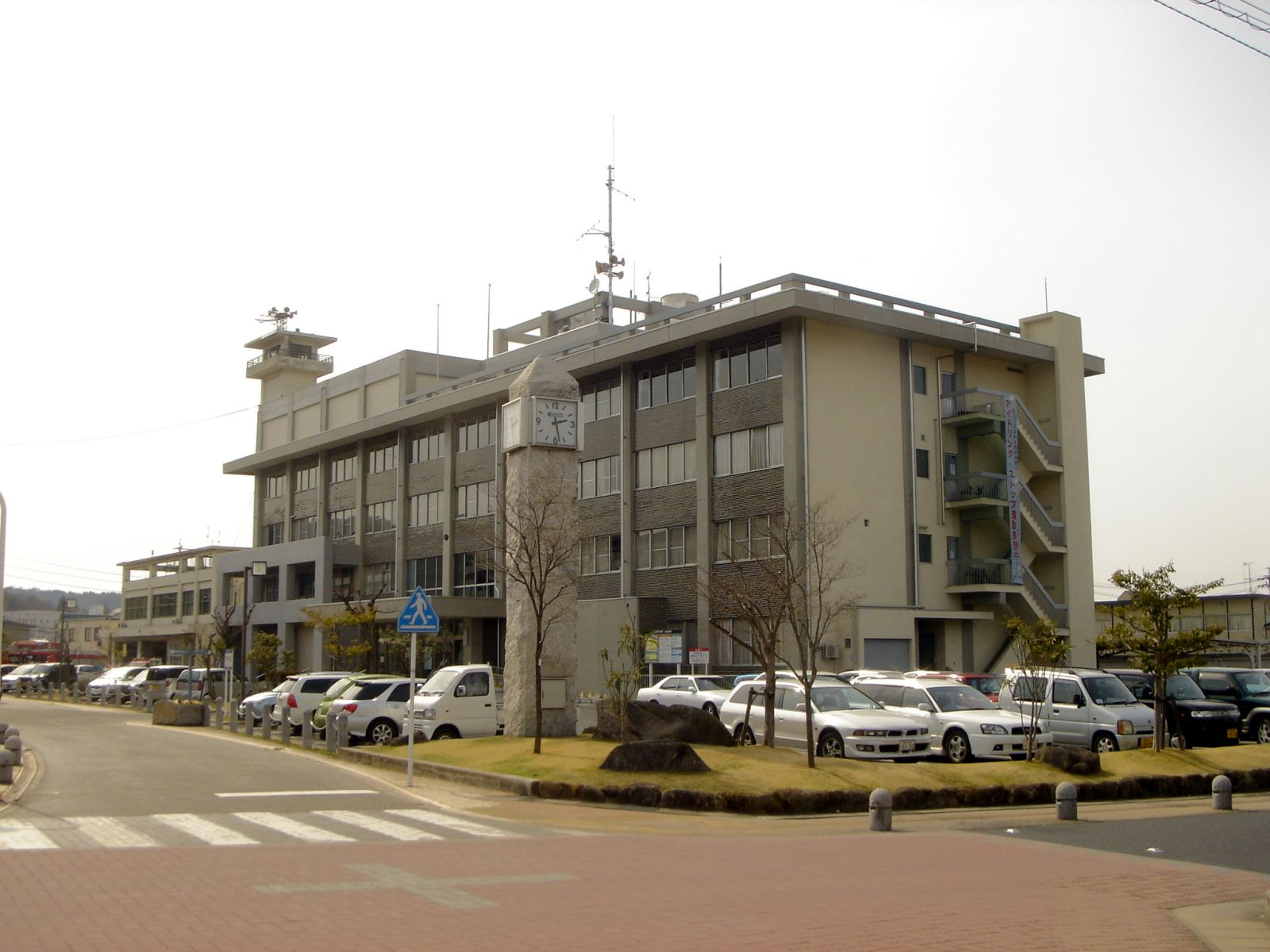
Rathaus von Ena

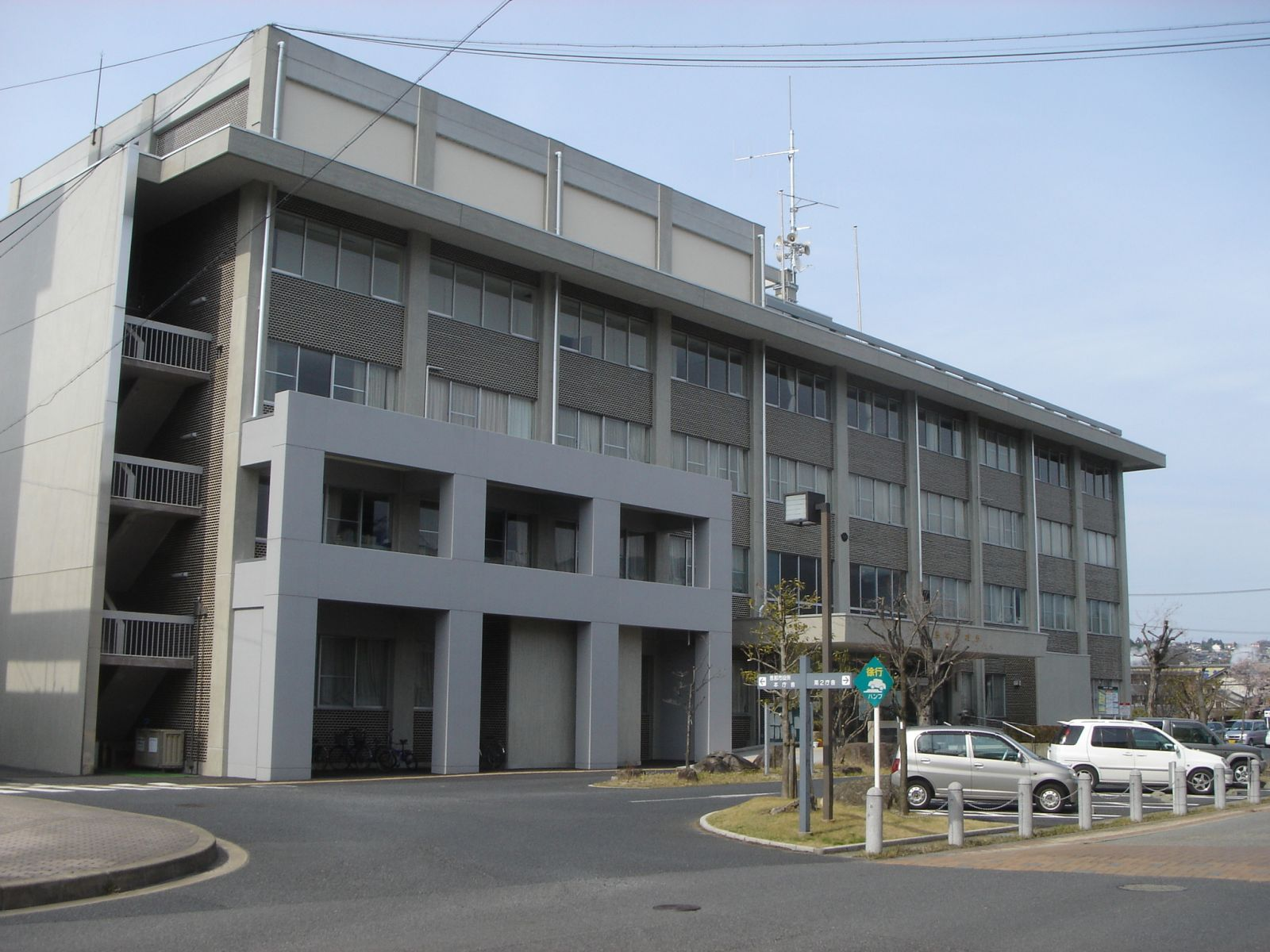
Rathaus